# 陳少帝
陳少帝（越南语：／，1396年—？），名陳（越南语：／）是越南陳朝的第十三代皇帝，1398年至1400年在位。
陳少帝是陳順宗的兒子。1398年，陳順宗被權臣黎季犛逼迫，禪位給他。陳少帝在位僅僅兩年，就被黎季犛逼迫禪位。1400年，黎季犛繼位，建立胡朝，陳朝滅亡。

## 背景
陳少帝出生於1396年，是陳順宗和皇后胡聖偶的兒子。1398年，陳順宗在黎季犛的脅迫下禪位給少帝，當時少帝年僅3歲。

## 被迫禪位
少帝繼位後，因年幼，朝政完全由黎季犛把持。1399年，黎季犛遣范可永殺死了陳順宗，同時殺死了陳渴真、陳沆、范翁善、梁元彪、何德鄰、范牛悉等陳朝皇室的支持者及其家屬370餘人。同年6月，黎季犛自稱「國祖章皇」，穿龍袍，使用皇帝的車仗。其長子黎元澄出任司徒，次子黎漢蒼任太傅，為篡位作了準備。清化人阮用甫上書抗議，被黎季犛囚禁。而強盜阮汝盖見黎季犛欲代陳自立，於8月在鐵山地區起兵，打著支持陳朝皇室的旗號四處劫掠。同年12月，黎季犛命東路安撫使阮鵬舉將阮汝盖鎮壓。
黎季犛謀篡陳朝皇位已久，終於在1400年以陳少帝的名義代陳自立，建立了胡朝。至此，陳朝滅亡。因陳少帝是黎季犛外孫的緣故，黎季犛沒有將他殺死，而是廢為保寧大王（越南语：／）。此後，陳少帝就在史籍中失去了記載。